# Wessela Letschewa
Wessela Letschewa (bulgarisch Весела Лечева; * 20. Mai 1964 in Weliko Tarnowo) ist eine ehemalige bulgarische Sportschützin und heutige Politikerin.

## Erfolge
Wessela Letschewa nahm viermal an Olympischen Spielen teil: 1988 erreichte sie mit dem Luftgewehr den 17. Rang, während sie mit dem Kleinkalibergewehr im Dreistellungskampf mit 683,2 Punkten die Silbermedaille hinter Silvia Sperber gewann. 1992 zog sie in Barcelona mit dem Luftgewehr dank eines Olympiarekords von 396 Punkten in der Vorrunde ins Finale ein. In diesem erzielte sie weitere 99,3 Punkte und belegte mit insgesamt 495,3 Punkten den zweiten Rang hinter Yeo Gap-sun, sodass sie erneut Silber erhielt. Auch mit dem Kleinkalibergewehr stand sie wieder im Finale, wurde diesmal jedoch nur Sechste. Vier Jahre darauf in Atlanta schloss sie den Wettbewerb mit dem Luftgewehr auf dem 13. Platz und mit dem Kleinkalibergewehr auf dem 12. Platz ab. Bei den Olympischen Spielen 2000 in Sydney verpasste sie als 20. mit dem Luftgewehr und als Elfte mit dem Kleinkalibergewehr wie schon 1996 beide Finals.
Insgesamt zehnmal wurde Wessela Letschewa Weltmeisterin. 1981 gewann sie zunächst in Santo Domingo Bronze mit der Luftgewehr-Mannschaft, ehe sie mit dieser 1985 in Mexiko-Stadt den Titel gewann. Zudem sicherte sie sich Bronze im Einzel. In Suhl wurde sie 1986 auch im Einzel Weltmeisterin und gewann außerdem mit dem Kleinkalibergewehr die Titel der Einzel- und der Mannschaftskonkurrenz im Dreistellungskampf. Im liegenden Anschlag gewann sie mit der Mannschaft Silber. 1987 in Budapest und 1989 in Sarajevo folgten jeweils im Einzel- und im Mannschaftswettbewerb Titelgewinne mit dem Luftgewehr, 1990 in Moskau gewann sie beide Konkurrenzen im Dreistellungskampf mit dem Kleinkalibergewehr. Im liegenden Anschlag sicherte sie sich mit der Mannschaft 1990 abermals Silber. Ihre letzte Medaille gewann Letschewa 1998 in Barcelona mit Bronze im Mannschaftswettbewerb des Dreistellungskampfs mit dem Kleinkalibergewehr.
1989 wurde sie bulgarische Sportlerin des Jahres. Von 2001 bis 2009 war Letschewa als Mitglied der Bulgarischen Sozialistischen Partei Abgeordnete im bulgarischen Parlament, seit 2017 ist sie erneut Abgeordnete. Von 2005 bis 2009 war sie unter Ministerpräsident Sergei Stanischew Vorsitzende der staatlichen Agentur für Jugend und Sport.